# Marguerite Frick-Cramer
Marguerite «Meggy»Frick-Cramer (* 28. Dezember 1887 in Genf als Renée-Marguerite Cramer; † 22. Oktober 1963 ebenda; heimatberechtigt ebenda, später auch in Sennwald, Kanton St. Gallen) war eine Schweizer Juristin, Historikerin und humanitäre Aktivistin.
Im Jahr 1910 erwarb sie als erst dritte Frau die Lizenz zur Ausübung des Rechtsanwaltsberufes. 1917 wurde sie nach drei Jahren in hohen Positionen beim  Internationalen Komitees vom Roten Kreuz (IKRK) als erste Frau eine Delegierte der Organisation und 1918 das erste weibliche Mitglied in deren Leitungsgremium. Zur gleich Zeit war sie die erste Historikerin der Schweiz, die eine Vertretungsprofessur erhielt. Darüber hinaus war Frick-Cramer eine Pionierin für die Gleichstellung der Geschlechter in der Fortentwicklung des humanitären Völkerrechts, vor allem da sie 1929 als erste Frau Co-Autorin einer Genfer Konvention wurde.
Während der nationalsozialistischen Terrorherrschaft in Deutschland und insbesondere während des Zweiten Weltkrieges wurde Frick-Cramer als Expertin für internierte Zivilisten zu einer der wichtigsten Stimmen, die sich innerhalb der IKRK-Führung für eine entschiedene Haltung gegenüber dem NS-Regime und schliesslich für einen öffentlichen Protest gegen dessen System der Konzentrations- und Vernichtungslager einsetzten, allerdings vergeblich.

## Leben

### Familiärer Hintergrund, Ausbildung und frühe Karriere

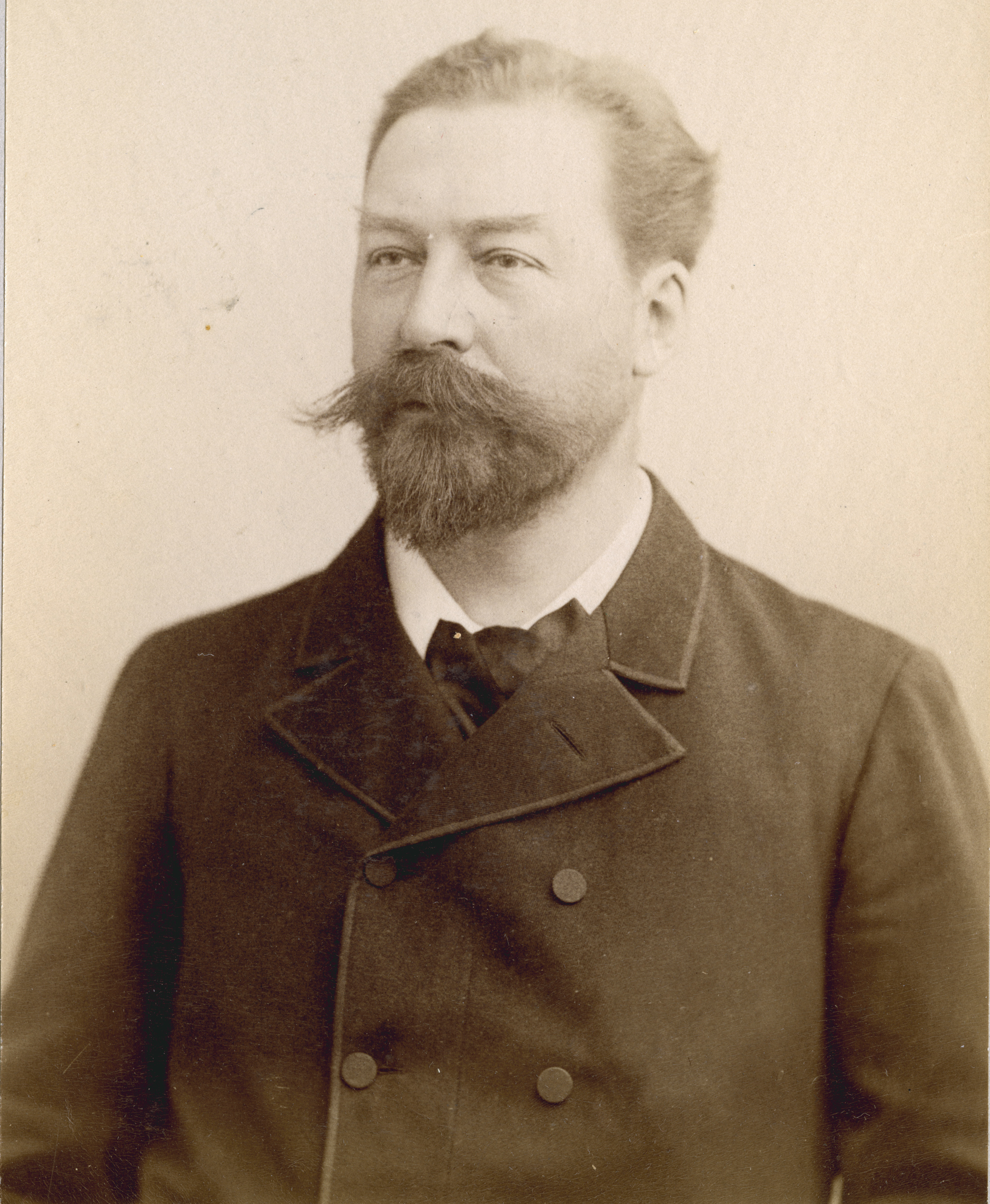
Louis Micheli (Bild aus den audiovisuellen Sammlungen des IKRK-Archivs)

Frick-Cramers Familie stammte väterlicherseits «wahrscheinlich» aus dem heutigen Deutschland und erwarb das Bürgerrecht der Republik Genf im Jahr 1668. Ihr Vater war Louis Cramer, ein Regisseur, der auch Mitglied bzw. Präsident des calvinistischen Konsistoriums (Kirchengerichts) der Protestantischen Kirche Genfs war. Ihre Mutter Eugénie Léonie, geborene Micheli, stammte aus einer anderen Patrizierfamilie, die sich kurz vor den Cramers in Genf niederliess. Frick-Cramers Grossvater Louis Micheli (1836–1888), der ein reicher Agronom und «Gentleman Farmer» war, wurde schon 1869 Mitglied des IKRK, gerade einmal sechs Jahre nach dessen Gründung. Von 1876 bis zu seinem Tod amtierte er als dessen Vizepräsident. Er verkörperte damit die Entwicklung seiner Klasse, die sich zum Ende des 19. Jahrhunderts dem Bankenwesen und der Philanthropie zuwandte, nachdem sie die absolute Kontrolle über die wichtigsten öffentlichen Ämter von Stadt und Kanton verloren hatte.
Cramer studierte Jurisprudenz in Genf und Paris. Im Juli 1910 erwarb sie das Lizenziat an der Universität Genf in dem Fach. Damit war sie erst die dritte Frau in der Schweiz, die das Anwaltspatent erhielt. Sie praktizierte diesen Beruf aber in der Folge nicht, sondern wandte sich den Geisteswissenschaften zu. Ihr Interesse galt dabei zum einen dem Verfassungsrecht und zum anderen der Schweizer Geschichte, über die sie promovierte. Cramer veröffentlichte eine Reihe von Arbeiten über das Prinzip der Staatsbürgerschaft, das Jugendstrafrecht und zu verschiedenen Aspekten der Genfer Geschichte, für die sie 1911 und 1913 mit dem prestigereichen Prix Ador ausgezeichnet wurde. Am bekanntesten wurde ihr Buch Genève et les Suisses («Genf und die Schweizer»), das sie 1914 zum hundertjährigen Jubiläum der Genfer Wiedervereinigung mit der Schweiz herausbrachte. Das Werk wurde von Professor Charles Borgeaud betreut, mit dem sie auch verwandt war.

### Erster Weltkrieg

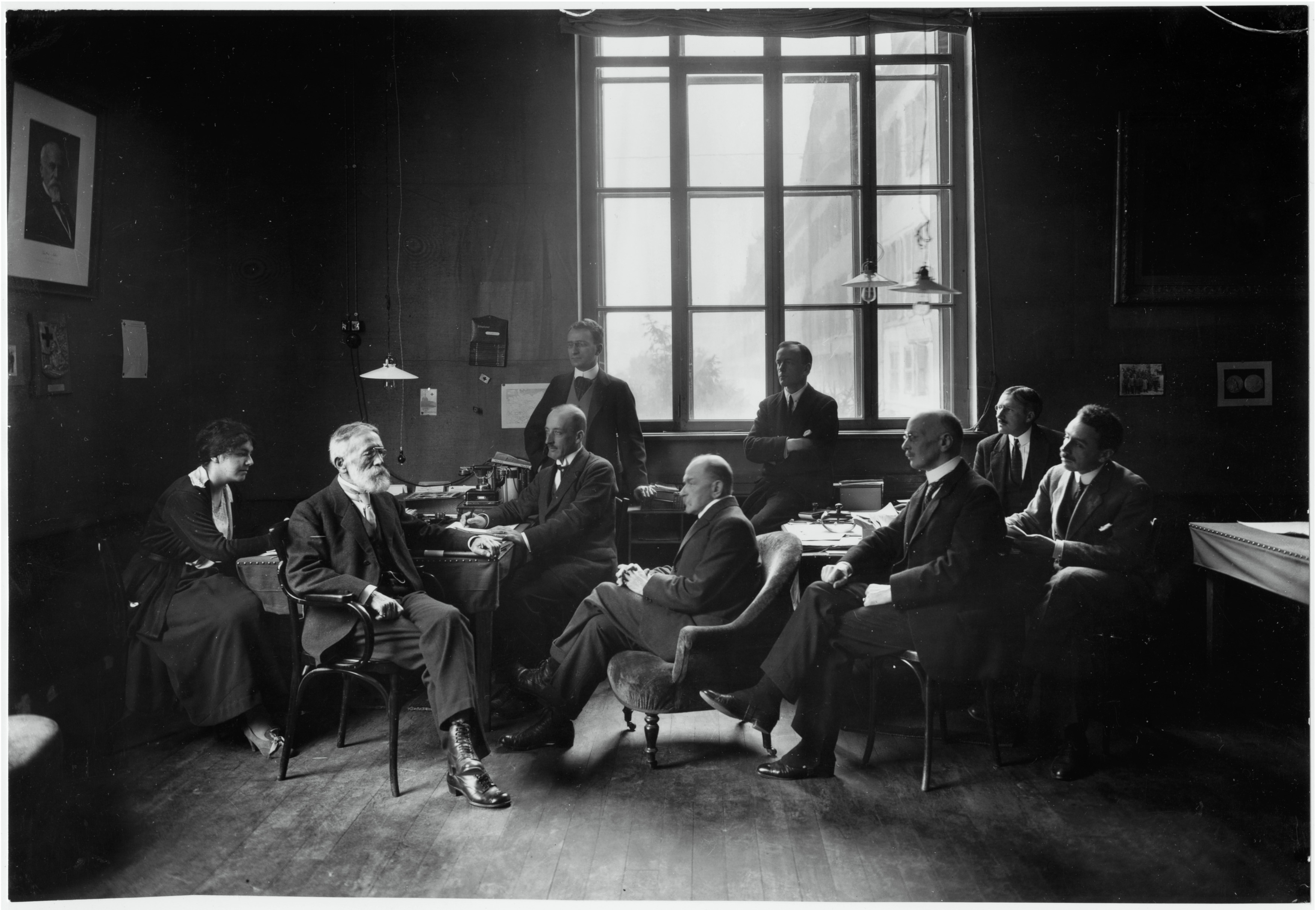
Gruppenbild mit Dame: Cramer (links) mit den IPWA-Direktoren Frédéric Ferrière, Georges Werner, K. de Watteville, Alfred Gautier, Frédéric Barbey, Edmond Boissier, Etienne Clouzot und Jacques Chenevière

Kurz nach dem Ausbruch des Ersten Weltkrieges im Juli 1914 gründete das IKRK unter seinem Präsident Gustave Ador die Internationale Zentralstelle für Kriegsgefangene (IPWA), um das Schicksal und den Aufenthalt von Kriegsgefangenen nachzuverfolgen und den Kontakt mit ihren Familien wiederherzustellen. Der österreichische Schriftsteller und Pazifist Stefan Zweig schilderte die Lage am Genfer Hauptsitz des IKRK wie folgt: 
«Kaum daß die ersten Schlachten geschlagen sind, gellen schon die Schreie der Angst aus allen Ländern in die Schweiz hinüber. Die Tausende, denen Botschaft von ihren Gatten, Vätern und Söhnen auf den Schlachtfeldern fehlt, breiten verzweifelt die Arme ins Leere: Hunderte, Tausende, Zehntausende von Briefen und Telegrammen prasseln nieder in das kleine Haus des Roten Kreuzes in Genf, die einzige internationale Bindungsstätte der Nationen. Wie Sturmvögel kamen die ersten Anfragen nach Vermißten, dann wurde es selbst ein Sturm, ein Meer: in dicken Säcken schleppten die Boten die Tausende und Abertausende geschriebener Angstrufe herein. Und nichts war solchem Dammbruch des irdischen Elends bereitet: das Rote Kreuz hatte keine Räume, keine Organisation, kein System und vor allem keine Helfer.» 
Bereits am Ende des Jahres arbeiteten rund 1.200 Freiwillige in den Räumlichkeiten des Genfer Kunstmuseums Musée Rath, darunter als einer der ersten der französische Schriftsteller und Pazifist Romain Rolland. Als er den Nobelpreis für Literatur für 1915 erhielt, spendete er die Hälfte des Preisgeldes an die Zentralstelle. Die meisten der Freiwilligen waren indessen junge Frauen. Einige von ihnen – etwa Marguerite van Berchem und Suzanne Ferrière – stammten aus prominenten Genfer Patrizierfamilien und kamen zur IPWA durch männliche Verwandte, die hohe Positionen im bis dahin noch ausschliesslich von Männern geführten IKRK innehatten.
Zu dieser Gruppe gehörte auch Cramer, die von Anfang an dabei war. Damit führte sie eine Familientradition fort, die ihr Grossvater mütterlicherseits, Louis Micheli, als eines der ersten IKRK-Mitglieder begründet hatte. Ihr Onkel Horace Micheli und drei ihrer Cousins – Lucien Cramer,  Maurice-Alexandre «Alec» Cramer und Jacques-Barthélémy Micheli – arbeiteten gleichfalls in der IWPA, ebenso Guillaume Pictet, ein weiterer Verwandter, der aus der ältesten Genfer Familie stammte. Cramer stieg bald zur Direktorin der für die Entente verantwortlichen Abteilung auf, deren Leitung sie sich mit dem Schriftsteller Jacques Chenevière teilte. Er schrieb in seinen Memoiren, dass Cramers  «organisatorische Fähigkeiten Wunder bewirkten.»
Nach Angaben des IKRK-Archivars Daniel Palmieri war es Cramers Idee, die Datenflut von Millionen Schicksalen mit einem System an Karteikarten und damit verbundenen Katalogen zu verarbeiten.
Cramer engagierte sich auch bei Spendenaktionen für die chronisch unterfinanzierte Zentralstelle: so führte sie selber im Frühjahr 1916 mit Kolleginnen und Kollegen ein Theaterstück mit dem Titel Le Château historique («Das historische Schloss»), eine Komödie in drei Akten von Alexandre Bisson und Julien Berr de Turique. Cramer spielte darin die Hauptrolle der Marguerite Baudoin. Die Aufführungen spielten rund 3.000 Schweizer Franken ein, damals eine hohe Summe.
Im December 1916 reiste Cramer mit ihrer IKRK-Kollegin Marguerite van Berchem nach Frankfurt, um das dortige Deutsche Rote Kreuz davon abzubringen, Aufgaben an sich zu ziehen, die bereits zentral in Genf bearbeitet wurden.
Im März und April 1917 wurde Cramer – über ein halbes Jahrhundert nach Gründung der Organisation – offiziell die erste weibliche Delegierte des IKRK, als sie auf eine Mission nach Berlin, Kopenhagen und Stockholm entsandt wurde.  Im Oktober des gleichen Jahres verantwortete sie eine weitere Mission nach Paris, bevor sie im Dezember an den französisch-deutschen Konferenzen in Bern teilnahm, die das IKRK für die Schweizer Regierung organisierte, um die Repatriierung von Kriegsgefangenen zu verhandeln. Im gleichen Jahr erhielt das IKRK den einzigen Friedensnobelpreis, der während des Ersten Weltkriegs vergeben wurde. Man kann argumentieren, dass auch Marguerite Cramer dazu ihren Beitrag leistete.

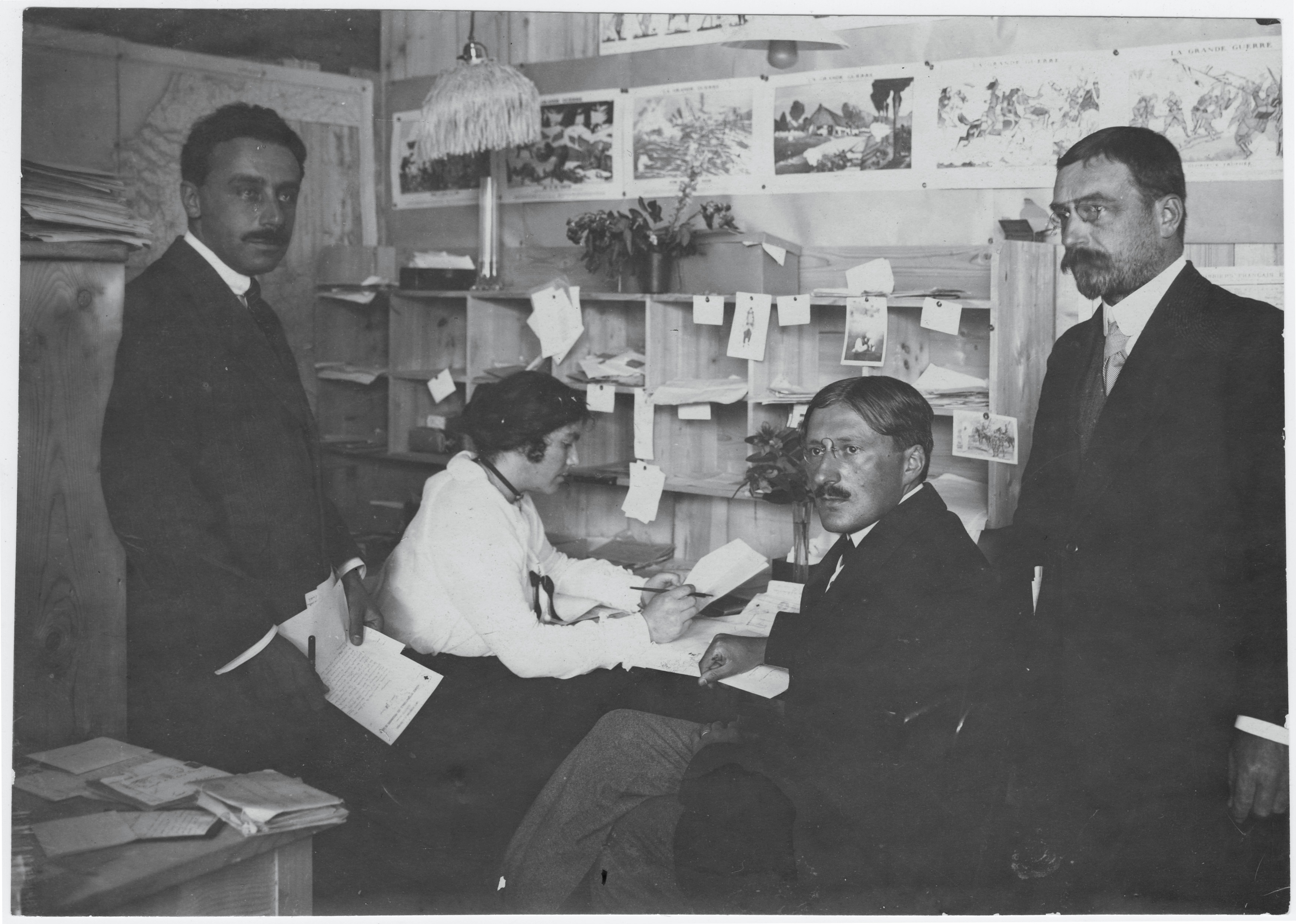
Mit Chenevière (links) und Clouzot (zweiter von rechts)

Cramer zeigte sich allerdings zur gleichen Zeit unzufrieden mit den internen IKRK-Strukturen. Im März 1918 kündigte sie ihren Rücktritt aus der Zentralstelle an. Zwar revidierte sie diesen Schluss wieder, bestand aber darauf, dass das IKRK ständige Delegationen in den kriegführenden Ländern aufbauen sollte. Zudem verlangte sie für die Abteilungsleiterinnen und -leiter der Zentralstelle das Recht, den Sitzungen des Komitees beizuwohnen.
Vermutlich war es nicht zuletzt auf diesen Druck hin, dass der Ägyptologe Édouard Naville – der als IKRK-Präsident ad interim amtierte, seitdem Gustave Ador 1917 in den Schweizer Bundesrat gewählt worden war – im Juni 1918 die Ernennung Cramers zum Mitglied des Komitees vorschlug, dem bis dahin ausschliesslich Männer angehört hatten. Naville, der der zweitältesten Genfer Familie entstammte, verwies dazu auf Cramers Qualifikationen und Leistungen, hob aber zugleich auch hervor, dass die Anwesenheit einer Frau das Komitee «nur ehren und stärken» würde.
Ihre Wahl verzögerte sich indes, da sie Spannungen zwischen dem IKRK und einigen nationalen Rotkreuzgesellschaften zutage förderte: zum einen ging es dabei um die IKRK-Politik, allein Schweizer Staatsangehörige als Mitglieder zuzulassen, die dann faktisch hauptsächlich aus Genfer Patrizierfamilien kamen. Zum anderen ging es um Konflikte zwischen Cramer und Repräsentanten aus den Vereinigten Staaten von Amerika. Diese waren 1917 entbrannt und drehten sich um die Tatsache, dass das Amerikanische Rote Kreuz eine eigene Agentur für US-Kriegsgefangene in Bern eingerichtet hatte. Cramer hatte sich daraufhin besorgt gezeigt, dass wichtige Informationen dezentral verloren gehen könnten.

### Zwischen den Weltkriegen

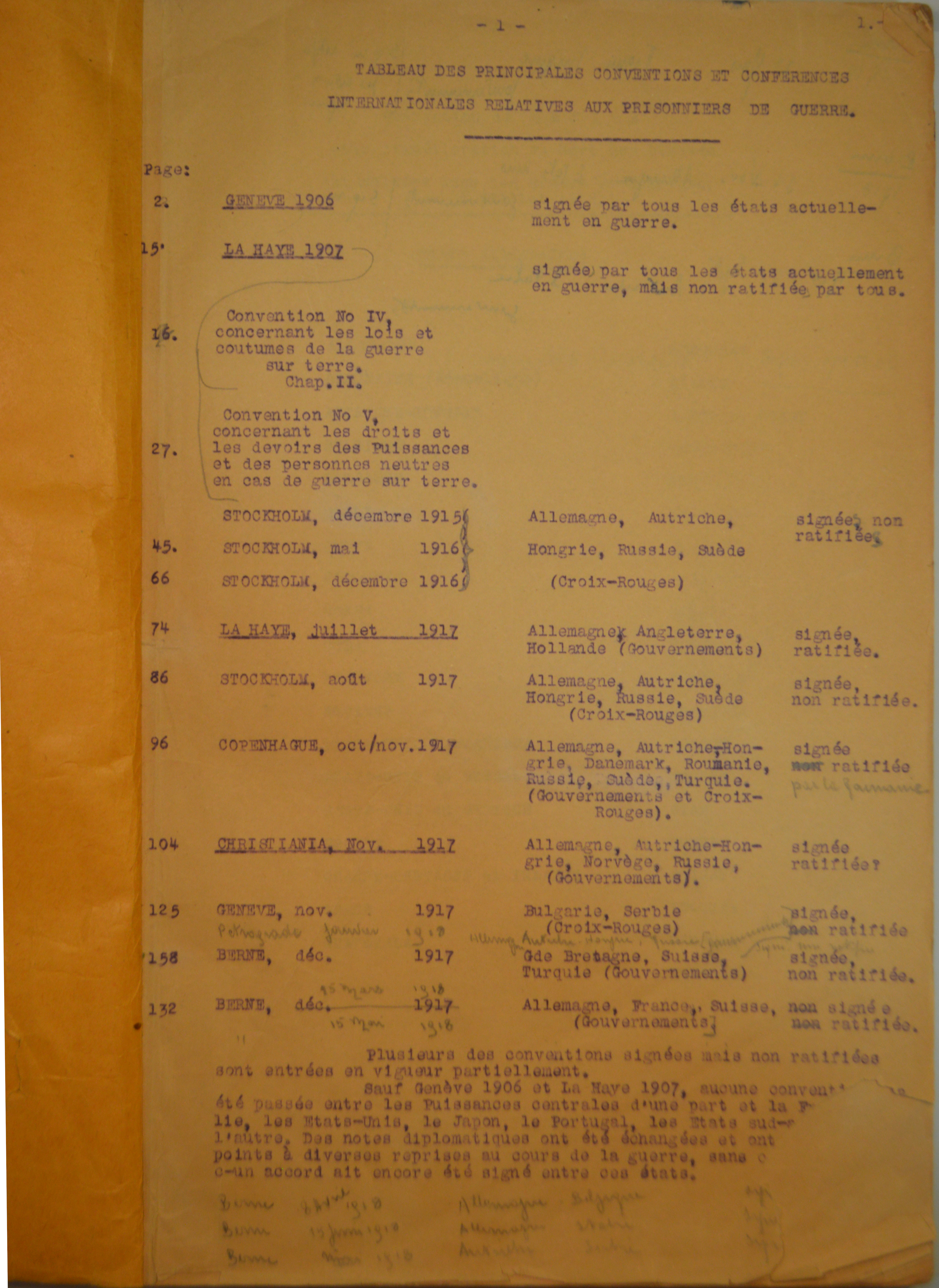
Maschinengeschriebenes Manuskript mit einer Liste von Konventionen über Kriegsgefangene, kommentiert und signiert von Cramer, aus den Sammlungen der IKRK-Bibliothek

Noch 1918 bot die Universität Genf Cramer eine Vertretungsprofessur an, um als Ersatz für ihren früheren Betreuer Charles Borgeaud Lehrveranstaltungen über die Genfer Geschichte durchzuführen. Borgeaud war damit beschäftigt, ein Memorandum zur Schweizer Neutralität anzufertigen, das der Schweizer Bundesrat im darauf folgenden Jahr der Pariser Friedenskonferenz übermittelte. Damit schrieb Cramer einmal mehr Geschichte, weil sie als erste Historikerin in der Schweiz eine Professur erlangte. Allerdings war ihre Karriere als Dozentin nur von kurzer Dauer, da sie noch in ihrem ersten Semester neue Aufgaben für das IKRK wahrnahm:

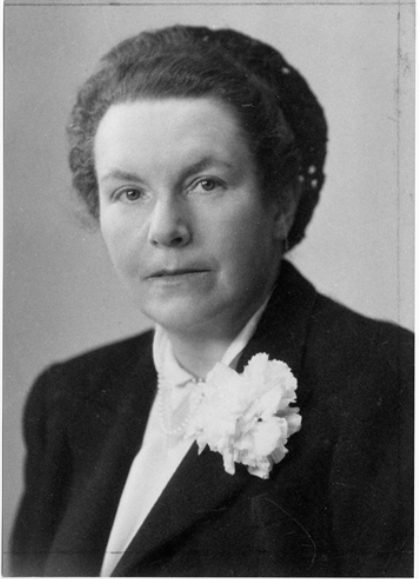
Undatiertes Bild von Frick-Cramer, von Frédéric Boissonnas (1858–1946) porträtiert

Am 27. November 1918, zweieinhalb Wochen nach dem Kriegsende und ein halbes Jahr nach der von Naville vorgeschlagenen Kandidatur, wurde Cramer schliesslich als ordentliches Mitglied in das IKRK gewählt, als erste Frau über ein halbes Jahrhundert nach Gründung der Organisation. Damit war Cramer zugleich die erste Frau im Führungsgremium einer internationalen Organisation überhaupt, und dies zudem noch über ein halbes Jahrhundert vor der Einführung des allgemeinen Frauenstimmrechts in der Schweiz.
Eine der ersten Aufgaben im Rahmen ihrer neuen Funktion war eine Mission nach Cannes und Paris, wo sich Vertreter der nationalen Rotkreuzgesellschaften trafen, um die Liga der Rotkreuz-Gesellschaften zu gründen.
Im Jahr 1920 heiratete Cramer den in Sankt Petersburg geborenen Schweizer Edouard Auguste Frick, der als Generaldelegierter in Osteuropa eine wichtige Rolle für das IKRK gespielt hatte, insbesondere während der Russischen Revolution. Er wirkte später als Stellvertreter von Fridtjof Nansen, nachdem dieser vom Völkerbund zum Hochkommissar für Flüchtlinge ernannt worden war. Cramer und Frick hatten vor ihrer Hochzeit beruflich miteinander zu tun gehabt.
In der Folge zog Frick-Cramer nach Deutschland und trat im Dezember 1922 als IKRK-Mitglied zurück, als sie realisierte, dass sie ihre Aufgaben nicht aus solch grosser Entfernung wahrnehmen konnte. Ihre Nachfolgerin im Komitee wurde die Frauenrechtlerin Pauline Chaponnière-Chaix (1850–1934).

Frick-Cramer wurde stattdessen zum Ehrenmitglied ernannt und widmete sich auch weiterhin der Fortentwicklung des humanitären Völkerrechts: ihr Schwerpunkt lag dabei auf der Ausarbeitung neuer internationaler Konventionen für den Schutz sowohl militärischer wie auch ziviler Kriegsopfer. Mit ihrem Engagement spielte sie eine zentrale Rolle auf dem Weg zu der Verabschiedung der Genfer Konvention von 1929 über die Behandlung von Kriegsgefangenen. Während der diplomatischen Konferenz, die im Juli des Jahres stattfand, war Frick-Cramer die einzige weibliche Teilnehmerin und damit die erste Frau, die Co-Autorin einer Genfer Konvention wurde. 
«Der Vertrag [...] konnte aber nur als Teilerfolg gewertet werden, da seine Umsetzung vom guten Glauben der Kriegsparteien abhing.»
In der Folge war Frick-Cramer auch eine treibende Kraft in dem sogenannten Tokio-Projekt, das auf den Schutz für Zivilisten abstellte, die die Staatsangehörigkeit einer gegnerischen Kriegspartei hatten und sich daher nach Kampfbeginn plötzlich auf «Feindgebiet» befanden.  Im Oktober 1934 nahm sie mit Marguerite van Berchem als Vertreterin des IKRK an der 15. internationalen Konferenz der Rotkreuzbewegung in der japanischen Hauptstadt teil. Sie stellte dort einen Textentwurf für eine Konvention vor, die Repressalien, Deportationen und die Hinrichtung von Geiseln unter Verbot stellte und internierten Zivilisten wenigstens den gleichen Schutz wie Kriegsgefangenen sicherte. Die Versammlung stimmte dem Entwurf zu und beauftragte das IKRK damit, eine diplomatische Konferenz für die Verabschiedung der Konvention zu organisieren. Diese konnte allerdings infolge von Einwänden der britischen und französischen Regierung nicht mehr vor dem Beginn des Zweiten Weltkrieges stattfinden.
Im März 1935 entschied das IKRK mit Blick auf das wachsende System von Konzentrationslagern in Deutschland, seine Arbeitsgruppe für Zivilisten in eine solche für politische Gefangene umzuwandeln. Frick-Cramer war sowohl in dem ursprünglichen Ausschuss Mitglied wie auch in dessen Nachfolger. Als die IKRK-Führung im September des gleichen Jahres ihre Haltung zu dem nationalsozialistischen Unterdrückungsapparat wegen des bevorstehenden Besuches einer IKRK-Delegation diskutierte, drängten die beiden an dem Treffen teilnehmenden Frauen – Frick-Cramer und Suzanne Ferrière  – gegenüber ihren Kollegen darauf, das IKRK solle wenigstens alles dafür tun, den Familien der Inhaftierten Nachrichten zukommen zu lassen. Die Delegation unter Führung des Geschichtsprofessors Carl Jacob Burckhardt, der 1944 zum IKRK-Präsidenten aufstieg, hielt dann allerdings nur eine «milde Kritik» an den Nazi-Gastgebern fest.

### Zweiter Weltkrieg

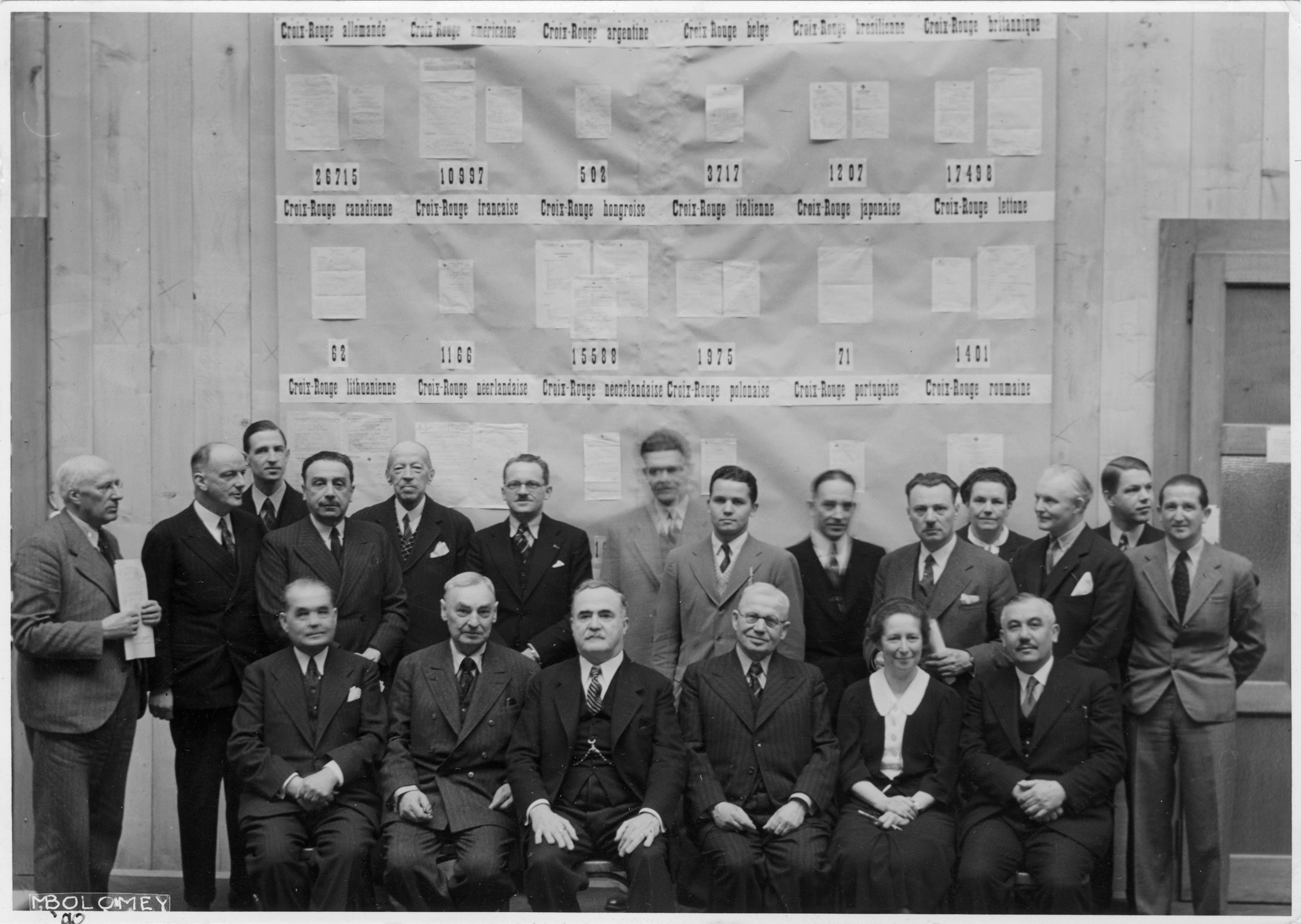
Gruppenbild mit zwei Damen: Frick-Cramer in der hinteren Reihe (4. von rechts), Huber in der ersten Reihe (3. von links) mit Repräsentanten der nationalen Rotkreuzgesellschaften aus nicht kriegführenden Ländern 1940

Kurz nach dem Beginn des Zweiten Weltkriegs gründete das IKRK die Zentralstelle für Kriegsgefangene. Sie war die Nachfolgerin der IPWA aus dem Ersten Weltkrieg und basierte auf der Genfer Convention von 1929, an deren Entstehung Frick-Cramer massgeblich beteiligt gewesen war. Noch im September 1939 wurde sie einmal mehr als ordentliches Mitglied in das Komitee gewählt, nachdem sie siebzehn Jahre lang Ehrenmitglied gewesen war. In dem Gremium erhielt sie die Zuständigkeit für Zivilisten und deportierte Personen. Schon kurz nach dem deutschen Überfall auf Polen trat Frick-Cramer wiederholt bei der IKRK-Spitze dafür ein, gegenüber dem Nazi-Regime auf die Erlaubnis zu dringen, eine ständige IKRK-Delegation in Krakau einzurichten, jedoch vergebens.

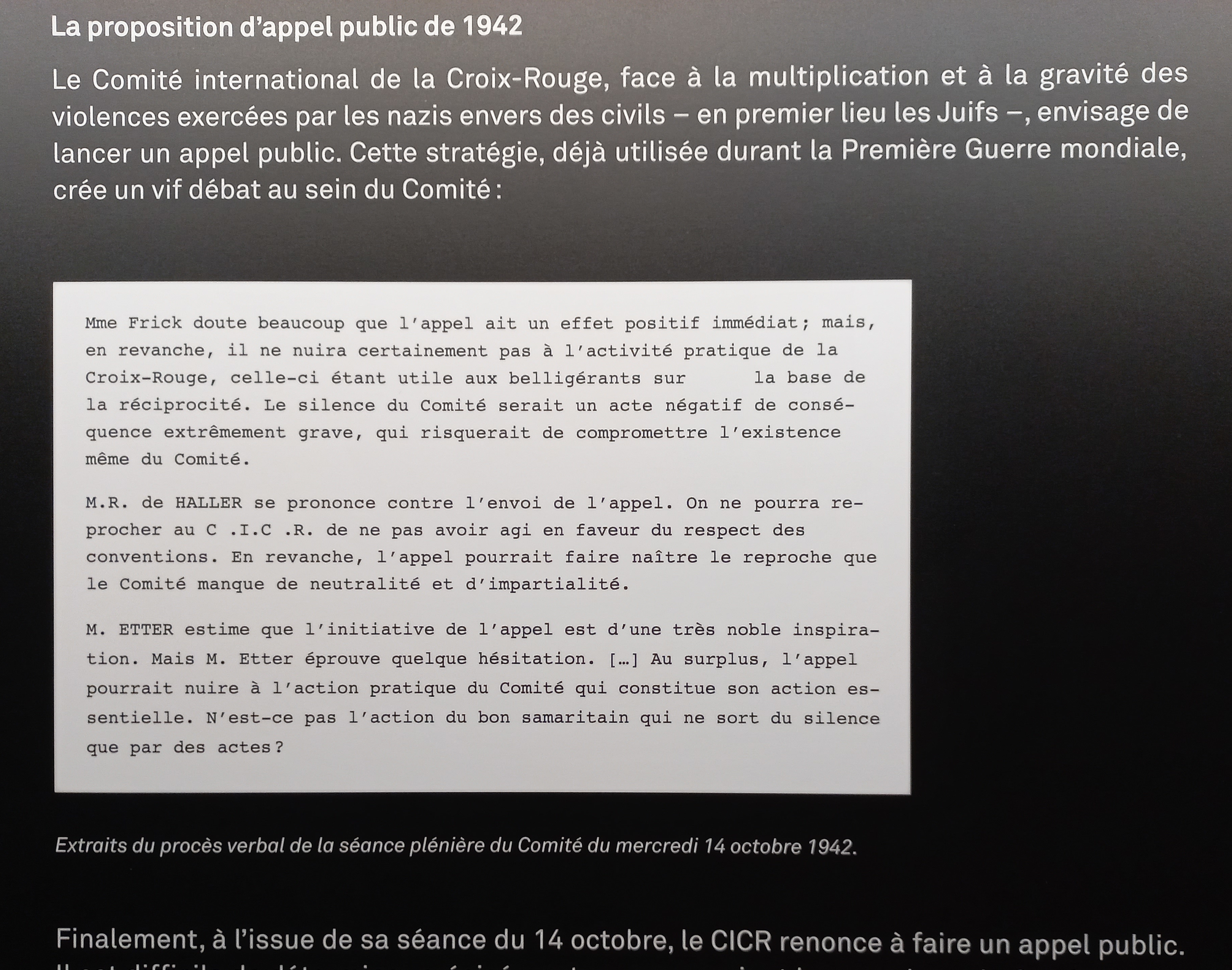
Die Genfer Museumsvitrine mit dem französischen Originaltext des Protokolls vom 14. Oktober 1942

Auch in den folgenden Jahren versuchte sie weiterhin, IKRK-Präsident Max Huber – der zugleich private Geschäfte in der Rüstungsindustrie tätigte – und seinen Nachfolger  Burckhardt davon zu überzeugen, entschieden für in Nazi-Deutschland inhaftierte Zivilisten einzutreten, insbesondere für KZ-Insassen. Sie stiess allerdings weitgehend auf taube Ohren:

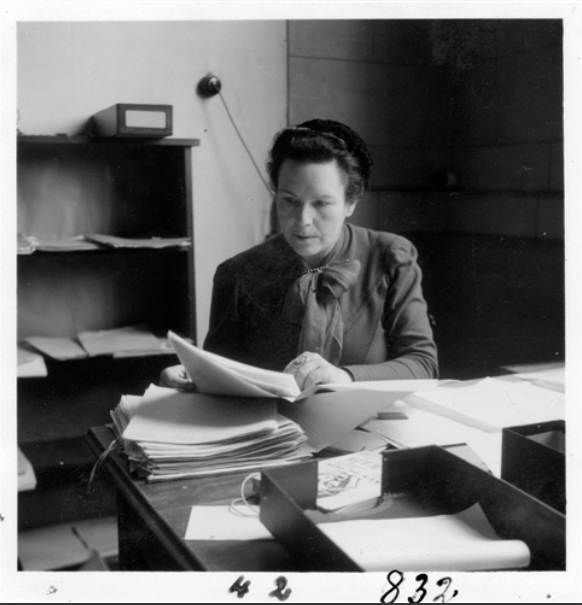
Frick-Cramer auf einem Porträtbild von Fred Boissonnas, das mit «42» offenbar auf 1942 zu datieren ist

Im Mai 1942 reaktivierte das IKRK seine Arbeitsgruppe für Kriegsgefangene und inhaftierte Zivilisten, in der Frick-Cramer die Zuständigkeit für letztere erhielt. Dennoch folgte die IKRK-Spitze nicht ihrer Empfehlung, vom Generalgouvernement für die besetzten polnischen Gebiete für deportierte Personen das Recht zu verlangen, ihren Familien persönliche Nachrichten zu übermitteln. Spätestens im Herbst des gleichen Jahres erhielt die IKRK-Führung –  einschliesslich Frick-Cramer  –  Berichte über die sogenannte Endlösung: die systematische Vernichtung der Juden durch Nazi-Deutschland in Osteuropa. In der Vollversammlung am 14. Oktober 1942 sprach sich eine grosse Mehrheit der rund zwei Dutzend IKRK-Mitglieder für einen öffentlichen Protest als ultimative Intervention aus, insbesondere die vier weiblichen Mitglieder: Frick-Cramer, Ferrière sowie Lucie Odier und Renée Bordier. An einer entscheidenden Stelle des Protokolls der Plenarsitzung, das im Internationalen Rotkreuz- und Rothalbmondmuseum prominent ausgestellt ist, heisst es:
«Frau Frick zweifelt stark daran, dass ein Appell eine unmittelbare positive Wirkung hätte, glaubt jedoch, dass er der praktischen Arbeit des Roten Kreuzes bestimmt nicht schaden würde, da diese den Kriegsparteien auf Grundlage der Gegenseitigkeit nützlich ist. Ein Schweigen des Komitees wäre ein negativer Akt von äußerst schwerwiegender Konsequenz, der das Fortbestehen des Komitees gefährden könnte.»
Allerdings verweigerten sich Burckhardt und Bundespräsident Philipp Etter diesem Anliegen beharrlich. Frick-Cramer drängte daraufhin, zumindest bilateral zu intervenieren, wurde aber auch mit diesem Vorschlag zurückgewiesen. Als Konsequenz ihrer aufrechten Haltung gegenüber den Präsidenten verlor Frick-Cramer an Einfluss innerhalb der Organisation: als das Exekutivkomitee eine Abteilung für Sonderhilfen an inhaftierte Zivilisten einrichtete, wurde Frick-Cramer wie ihre gleichfalls spezialisierte Kollegin Ferrière aussen vor gelassen.

Ende 1944 ehrte das Nobelkomitee das IKRK mit seinem zweiten Friedensnobelpreis nach 1917. Wie im Ersten Weltkrieg war dies der erste Preis überhaupt, den es nach Kriegsbeginn vergab. Allerdings wurde das IKRK später scharf dafür kritisiert, dass es das nationalsozialistische System der Vernichtungs- und Konzentrationslager nicht öffentlich verurteilt hatte. Es lässt sich aber argumentieren, dass Frick-Cramer ihrerseits zu dem beitrug, was das Nobelkomitee als preiswürdig hervorhob, nämlich 
«die großartige Arbeit, die das IKRK während des Krieges für die Menschheit leistete»

Als Frick-Cramer allerdings kurz darauf, Ende November 1944, Berichte über Menschenversuche in nationalsozialistischen Konzentrationslagern erhielt, war sie so geschockt, dass sie in einer persönlichen Aufzeichnung notierte:
«Und wenn tatsächlich nichts zu machen ist, dann soll man diesen Unglücklichen wenigstens das Nötige schicken, damit sie ihrem Leid ein Ende setzen können; das wäre vielleicht menschlicher, als sie mit Lebensmitteln zu versorgen.»

### Nach 1945

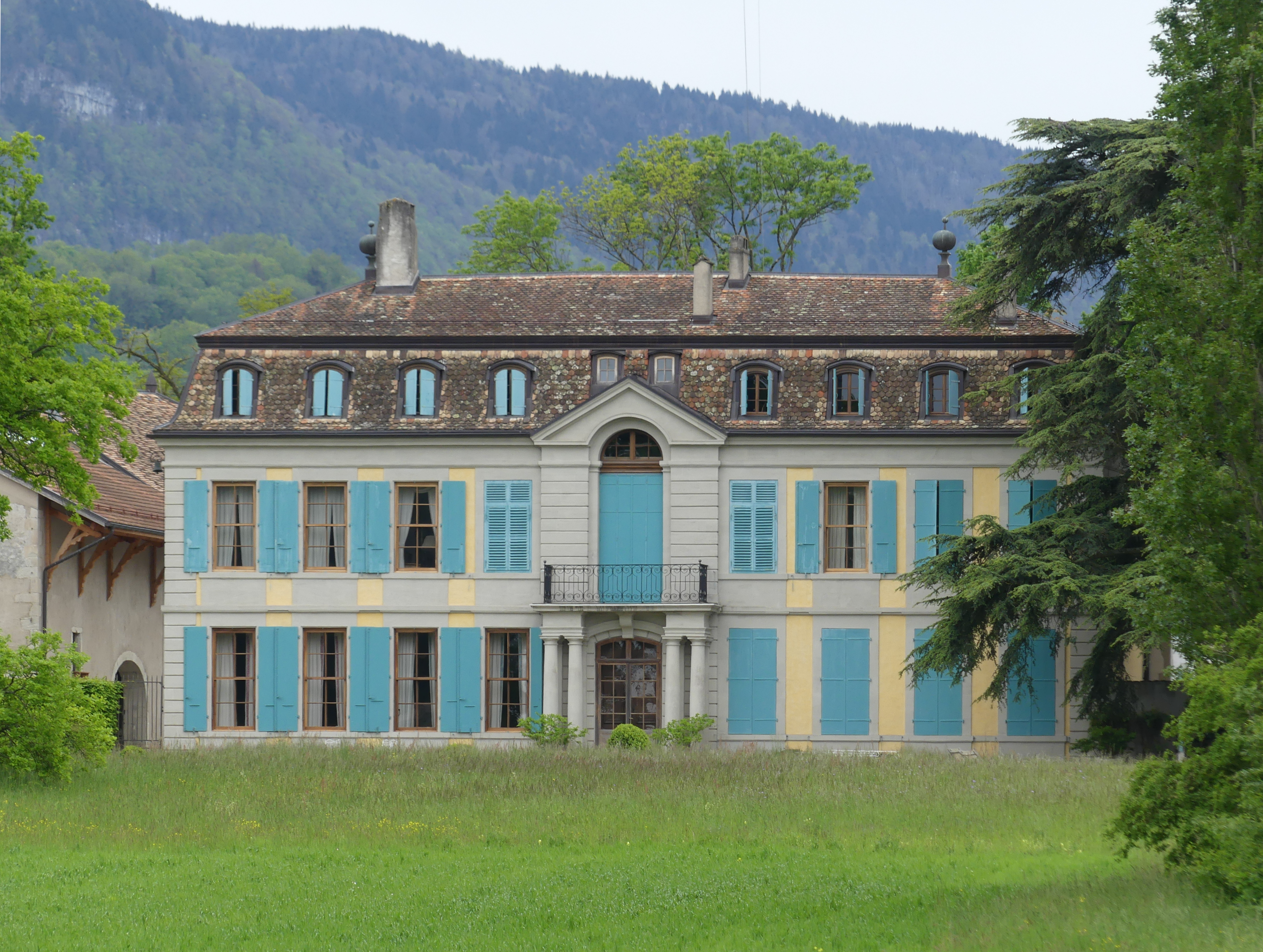
Das Schloss der Micheli-Domäne bei Genf

Am 3. Oktober 1946 trat Frick-Cramer aus dem Komitee zurück. Nach Angaben von Irène Herrmann, Professorin für transnationale Geschichte der Schweiz an der Universität Genf, wies sie in ihrem Rücktrittsschreiben auf die (Un-)Tätigkeit des IKRK während des Zweiten Weltkriegs wie auch auf die Entstehung konkurrierender Organisationen hin. Aber:
«Eine Begründung für ihre Entscheidung lieferte das in den Archiven des IKRK unauffindbare Schreiben nicht. Warum eine Frau mit ihrer Hingabe und ihrer Begabung ausgerechnet in einem so wichtigen Moment aus dem Komitee ausschied, wird für immer ein Rätsel bleiben. Man kann nur Vermutungen aufstellen. Ein möglicher Grund ist, dass sie ausgebrannt und müde war und an einem vertrauten Ort ihren wohlverdienten Ruhestand verbringen wollte.»
Und:
«Die Ironie der Geschichte: Als das IKRK nach den Kriegsverbrechen gezwungen war, eine Strategie zur Erklärung seiner Zurückhaltung gegenüber den Morden an Juden zu verfassen, um sich selbst zu entlasten, wendete man sich an ... Marguerite Cramer. So loyal wie sie war, erklärte sie sich damit einverstanden und brachte das rechtliche Argument, dass der Schutz von Zivilopfern – wofür sie sich so stark eingesetzt hatte! – nicht Teil des Mandats der Organisation war. War diese Demütigung eine zu viel? Zumindest deuten die Vorkommnisse darauf hin und rücken die Demission von Marguerite Cramer in ein ganz anderes Licht.»

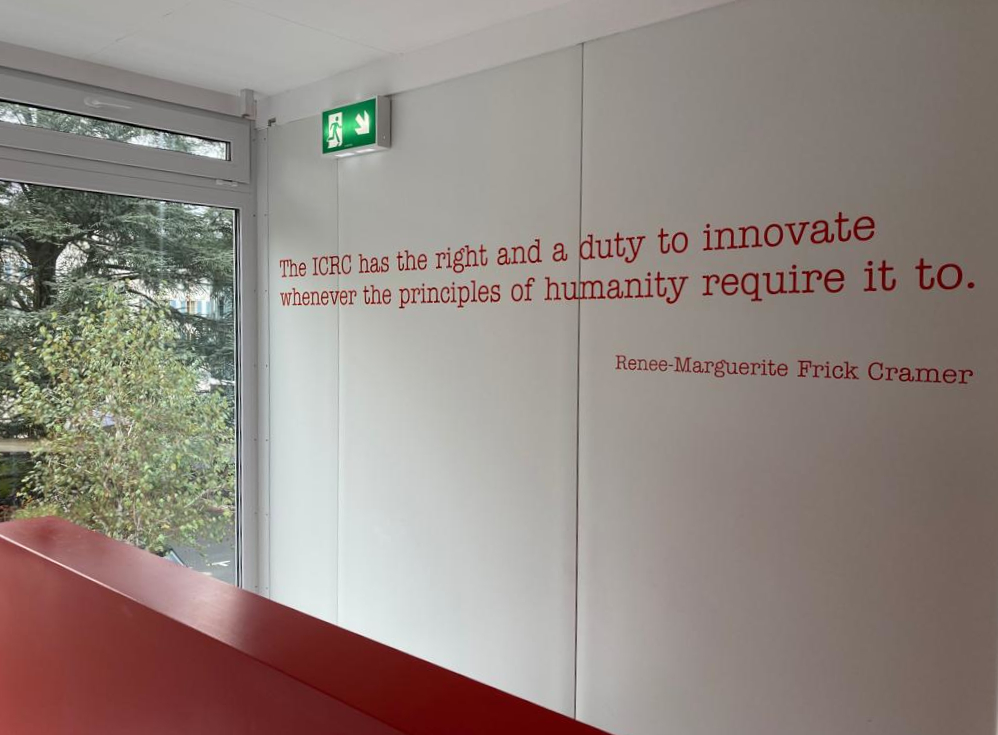
Zitat von Frick-Cramer auf einer Wand im Genfer Hauptquartier des IKRK (2021)

Nach ihrem zweiten Rücktritt wurde Frick-Cramer abermals zum Ehrenmitglied ernannt und blieb dies für den Rest ihres Lebens, den sie mit ihrem Mann auf dem Familiengut, der Micheli-Domäne Landecy bei Bardonnex, verbrachte.
Auch in ihrem Ruhestand setzte sich Frick-Cramer weiterhin für die Grundideen aus dem Tokio-Projekt ein und verfasste einen Text für den Entwurf einer Konvention, welche die Konventionen zum Schutz von Soldaten und Zivilisten zusammenführen sollte. Zwar wurde ihre Vorlage vom IKRK zurückgewiesen, aber dennoch war die Verabschiedung der vier Genfer Abkommen von 1949 der Abschluss eines langen Prozesses, in dem Frick-Cramer eine entscheidende Role spielte.
Am 10. Oktober 1963 kündigte das Nobelkomitee in Oslo an, dem IKRK seinen dritten Friedensnobelpreis nach 1917 und 1944 zu verleihen. Es ist damit bis heute die einzige Organisation, die derart oft diese Ehrung erhalten hat. Einmal mehr lässt sich argumentieren, dass Frick-Cramer auch zu dieser Auszeichnung einen Beitrag leistete. Sie starb zwölf Tage nach der Bekanntgabe. Der Nachruf im International Review of the Red Cross pries ihren «riesigen Erfahrungsschatz» und ihre «grosse Autorität» ebenso wie ihre «Bescheidenheit».
Frick-Cramer wurde von ihrem Mann überlebt, der im Jahr 1981 starb, und hinterliess ihre gemeinsame Tochter Jacqueline sowie drei Enkelkinder.

## Nachleben

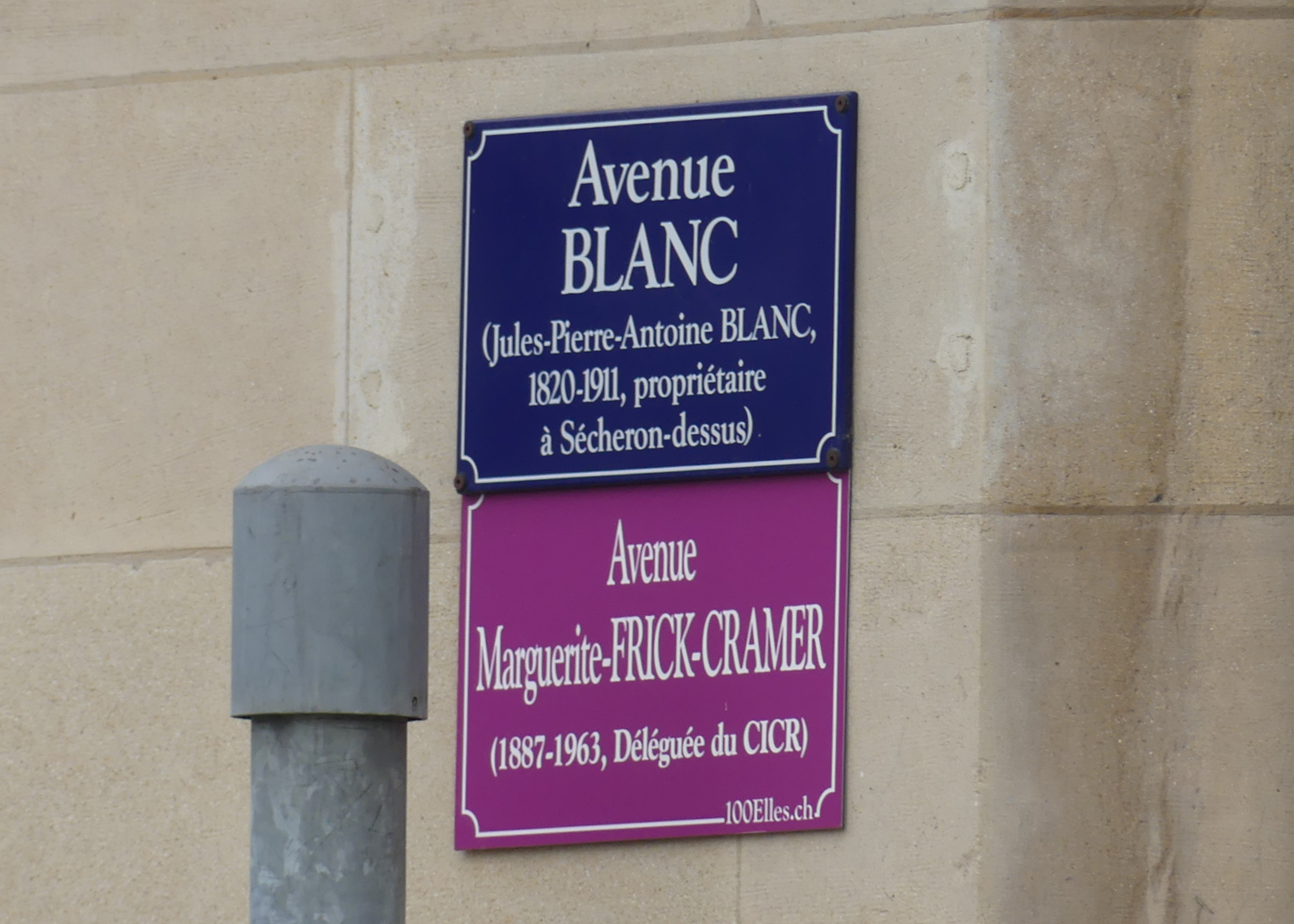
Avenue BLANC / Avenue Marguerite-FRICK-CRAMER

Als die Universität Genf 2009 ihr 450-jähriges Bestehen feierte, war ein überlebensgrosses Porträt von Frick-Cramer Teil der Ausstellung FACES à FACES («Gesichter zu Gesichtern»), die von Juni bis September an der Fassade des Uni-Dufour-Gebäudes angebracht war, in Sichtweite des Musée Rath, wo sie dereinst ihre IKRK-Karriere begann.
Im Jahr 2019 brachte das Projekt 100elles in Genf – wo 549 Strassen nach Männern und nur 43 nach Frauen benannt sind – ein temporäres Strassenschild mit Frick-Cramers Namen an, um die IKRK-Pionierin zu ehren. Es befindet sich an der Avenue Blanc im Stadtteil Sécheron, wo das IKRK und das Büro der Vereinten Nationen wie auch viele Ständige Vertretungen bei den UN ihren Sitz haben.

Der 2020 veröffentlichte Text einer IKRK-Bibliothekarin über Frick-Cramer betont die Binnensicht der
«Erinnerung an eine Frau, die Vertrauen in den Wert des humanitären Ideals hatte, eine hartnäckige und entschlossene Arbeiterin, die erfinderisch und innovativ in der Weise war, wie sie über das humanitäre Völkerrecht dachte. Sie glaubte, dass die Aktivitäten des IKRK nicht nur auf frühere Konventionen und Beschlüsse beschränkt war, sondern dass die Organisation ‹sowohl das Recht als auch die Pflicht zur Erneuerung hatte, wann auch immer die Gesetze der Menschlichkeit dieses erforderten.›»